# Ocotea argyrophylla
Ocotea argyrophylla là loài thực vật có hoa trong họ Nguyệt quế. Loài này được Ducke miêu tả khoa học đầu tiên năm 1925.